# Goodbike
Goodbike è il sesto album in studio dei Têtes de Bois, pubblicato il 27 aprile 2010 da Ala Bianca in formato CD. Si tratta di un concept album dedicato alla bicicletta.

## Descrizione
Goodbike è il frutto di un lungo e approfondito percorso di indagine artistica, passato attraverso un reading musicale, uno spettacolo teatrale, un romanzo sulla bicicletta (I Riciclisti, Ediciclo) firmato dal cantante Andrea Satta, l'ideazione di un festival e naturalmente l'esplorazione della realtà e dei luoghi che ruotano intorno alla realtà della bicicletta.
L'album è composto da indici tracce (tra cui sei inediti) più un tributo extra, divise tra l'epica del ciclismo (Alfonsina e la bici, Le bal des cols, Coppi, La canzone del ciclista), l'esplorazione e l'impegno sociale (Noi siamo il traffico, Corrosivo acido, La bicitrombetta), la dimensione infantile del gioco (Dai) e l'amore (La bicicletta, Mia cara Miss).
Il disco vede la partecipazione, tra gli altri, di Militant A degli Assalti Frontali (in Alfonsina e la bici), di Karisa Kahindi, cantante e attore keniota, dei giornalisti Gianni Mura (che firma anche il testo di Le bal des cols), di Claudio Ferretti, Marco Pastonesi (La Gazzetta dello Sport), Alessandra De Stefano (Rai Sport) e Maurizio Crosetti (La Repubblica) e di Sergio Staino, con alcune sue vignette nel libretto del cd.
Alfonsina e la bici è la canzone sulla quale è stato realizzato il primo videoclip dei Têtes de Bois, diretto da Agostino Ferrente e interpretato dall'astrofisica Margherita Hack.

## Tracce
1. Alfonsina e la bici
2. Corrosivo acido
3. La bicicletta
4. Noi siamo il traffico
5. La canzone del ciclista
6. Mia cara Miss
7. Coppi
8. Bicitrombetta
9. Dai
10. Le bal des cols
11. Goodbike Extra